# Rogača (Lučani)
Rogača (em cirílico: Рогача) é uma vila da Sérvia localizada no município de Lučani, pertencente ao distrito de Moravica, na região de Stari Vlah, Dragačevo. A sua população era de 264 habitantes segundo o censo de 2011.

## Demografia
| 1948 | 1953 | 1961 | 1971 | 1981 | 1991 | 2002 | 2011 |
| ---- | ---- | ---- | ---- | ---- | ---- | ---- | ---- |
| 775  | 767  | 731  | 646  | 532  | 436  | 334  | 264  |